# Лі Яньфен
Лі Яньфен  (кит.: 李 豔鳳, 15 травня 1979) — китайська легкоатлетка, олімпійська медалістка. Її особистий рекорд — 67,98 метра, досягнутий у червні 2011 року в Шенебеку.

## Виступи на Олімпіадах
| Олімпіада   | Дисципліна    | Місце |
| ----------- | ------------- | ----- |
| Афіни 2004  | метання диска | 9     |
| Пекін 2008  | метання диска | 7     |
| Лондон 2012 | метання диска | 3     |